# شرغوف

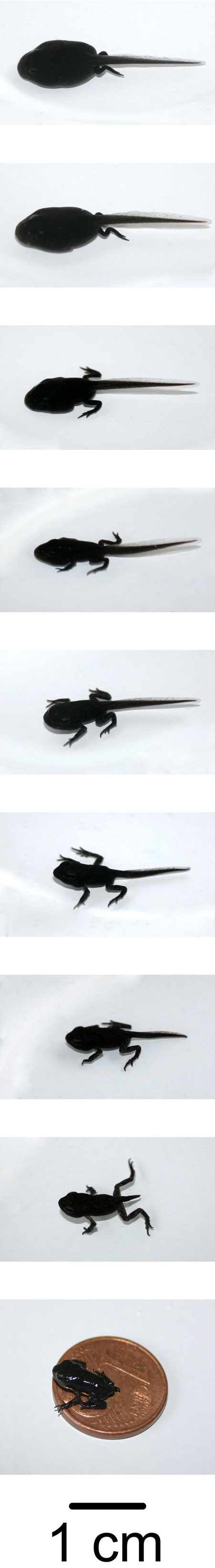
Metamorphosis of ضفدع الجبل.

نمو الشرغوف في البيضة

الشُّرْغوف أو الشفدع أو الشرغ أو الشرنوغ أو أبو ذنيبة (بالإنجليزية: Tadpole) هو كائن حي يفقس من بيضة البرمائي مثل الضفدع والعلجوم والسلمندر، يكون الشرغوف أعمى في البداية، وفمه غير مكتمل، لذلك في المرحلة الأولى من حياته، يتغذى الشرغوف، على المح المحفوظ في جسمه، لفترة تستمر حوالي 10 أيام، في هذه الفترة، تنمو وتكتمل عيونه وفمه ومنخراه وتبدأ الرئة في النمو والتطور، في حين، تبدأ الخياشيم في التلاشي، أما جهازة الحسي، فهو يشبه أجهزة الأسماك الحسية. يتغذى الشرغوف على النبات، ويتحرك بواسطة ذيل دفع، يدفعه للأمام في الماء، وعند أكتمال أعضاءه كبالغ، سيما الرئتين والاطراف، يبدأ في افتراس طعامه، من صغار الحشرات، ثم يخرج لليابسة ويمارس حياته الطبيعية، كحيوان برمائي.